# Pierrefitte-sur-Seine
Pierrefitte-sur-Seine è un ex comune francese di 28 454 abitanti, che attualmente fa parte di Saint-Denis, situato nel dipartimento della Senna-Saint-Denis nella regione dell'Île-de-France.

## Società

### Evoluzione demografica
Abitanti censiti

## Infrastrutture e trasporti
Pierrefitte-sur-Seine è servita da una stazione della linea D della RER.

## Amministrazione

### Gemellaggi
- Rüdersdorf, dal 1966
- Braintree, dal 1967